# Radiate (Scooter)
Radiate è un singolo del gruppo musicale tedesco Scooter e della cantante Vassy, pubblicato nel 2015 e tratto dall'album The Fifth Chapter. È il loro secondo singolo insieme e il secondo singolo degli Scooter a non avere una versione in CD, ad eccezione di una versione promozionale per la Francia. La canzone è stata utilizzata per la promozione del film del 2015 Spy, da cui il sottotitolo "SPY Version". Rispetto alla versione dell'album, la canzone è stata significativamente rielaborata, praticamente riscritta interamente.

## Storia
Nell'album The Fifth Chapter, gli Scooter hanno registrato due brani con Vassy. Nell'estate del 2014, è emerso che questi brani sarebbero stati pubblicati come singoli, quando Vassy ha rivelato sul suo account Instagram che le riprese dei videoclip per Today e Radiate sarebbero iniziate a breve. Tuttavia, dopo Today è stato pubblicato come singolo Can't Stop the Hardcore, e hanno girato un videoclip per 999 (Call The Police), mettendo in dubbio l'uscita di Radiate. Questo soprattutto perché non veniva eseguita nei concerti. Nel maggio 2015, Michael Simon ha annunciato sulla sua pagina Facebook che stavano girando un videoclip per Radiate (SPY Version). È stato allora che si è scoperto che la canzone sarebbe stata utilizzata per la promozione del film Spy.

## Tracce

### Download
1. Radiate (SPY Version) – 3:03
2. Radiate (Extended Mix) – 3:45

### Radiate Remixes
Una versione speciale del singolo è stata pubblicata il 12 giugno 2015, contenente remix realizzati da DJ Jerome.
1. Radiate (SPY Version) (Jerome Remix) – 4:05
2. Radiate (SPY Version) (Jerome Edit) – 3:27
3. Radiate (SPY Version) – 3:03

## Videoclip
Nel videoclip, oltre alle scene precedentemente registrate da Vassy, compaiono i membri degli Scooter in smoking, con attrezzature davanti a loro, intervallate da scene del film Spy.

## Cover
Il gruppo Date My Recovery ha realizzato una cover del brano, nonché della versione dell'album, in uno stile misto tra elettronica e rock.